# Dungeon Hack
Dungeon Hack este un joc video de rol din 1993, dezvoltat de DreamForge Intertainment⁠(d) și publicat de Strategic Simulations pentru DOS și NEC PC-9801.
Jocul se bazează pe lumea Advanced Dungeons & Dragons din Forgotten Realms. Îmbină elemente de joc din jocuri roguelike și seria Eye of the Beholder.

## Gameplay
În Dungeon Hack temnița este tridimensională și generată aleatoriu;  SSI a susținut că sunt posibile „peste 4 miliarde” de temnițe diferite. Jocul are un ecran de joc pseudo-3D bazat pe seria Eye of the Beholder. La fel ca în Rogue, temnițele sunt generate aleatoriu ori de câte ori începe un joc nou. Ca rezultat, practic toate temnițele generate de joc sunt diferite. Cu toate acestea, jucătorii pot folosi semințe aleatorii pentru a genera o anumită temniță. Temnițele pot fi personalizate după dificultate, cum ar fi limitarea numărului de capcane, puzzle-uri și de inamici puternici. Spre deosebire de cele trei jocuri Eye of the Beholder, jucătorii controlează doar un singur aventurier.
Dungeon Hack folosește mecanica regulilor AD&D ediția a 2-a. Moartea permanentă⁠(d), în care toate salvările sunt șterse la moartea personajului, este o opțiune, ca în jocurile tradiționale roguelike, dar diferită de alte jocuri grafice AD&D, cum ar fi Pool of Radiance). Spre deosebire de jocurile roguelike tradiționale, Dungeon Hack are un sistem complex de creare a personajelor, dar conține și personaje pre-generate pentru a accelera procesul de recuperare după moartea permanentă.

## Prezentare
Un aventurier (personajul ales de jucător) este trimis de o vrăjitoare  rea într-o misiune de a găsi și de a recupera un glob magic misterios situat într-o temniță veche.
După ce a învins monstrul final, filmul final arată că aventurierul părăsește temnița cu o roabă încărcată de comori, vrăjitoarea așteptându-l afară. Eroul îi dă globul, iar ea îi mulțumește și îi spune că e timpul să plece. Eroul rămâne în urmă în timpul genericului de final pentru a-și sorta prada. După generic, se aude vocea vrăjitoarei care îi spune eroului că ea a plecat și că trebui să se grăbească deoarece aventura s-a încheiat. Eroul se uită la comoara sa și spune că aventura sa abia a început și iese cu roaba de pe ecran, îi cade o monedă, se întoarce rapid, o ridică și iese din nou repede de pe ecran.

## Recepție
SSI a vândut 27.110 de exemplare  Recenziile la lansare au fost destul de pozitive, deși unii au criticat jocul pentru intriga sa simplă 
În 1994, jurnalistei Scorpia de la revista Computer Gaming World  i-a plăcut flexibilitatea jocului și includerea tuturor claselor de personaje AD&D ediția a doua și a constatat că „o temniță de nivel 10-15 este probabil cea mai bună”. Ea a concluzionat că „în ciuda unor puncte slabe, Dungeon Hack oferă ceea ce promite: șansa de a-ți crea propriul paradis hack-n-slash, special conceput”. 
Jocul a primit 3 stele din 5 din partea revistei Dragon. Cory Brock de la Hardcore Gaming 101 a scris că jocul este sigur, neschimbând modul de joc al seriei Eye of the Beholder, dar este „o adaptare solidă a unui roguelike tradițional”.
Dungeon Hack a câștigat premiul „Most Replay Value of 1994” al revistei Computer Game Review⁠(d). Potrivit lui Allen Rausch de la GameSpy⁠(d), dacă „creaturile aleatorii și holurile fără sens sunt treaba ta, vei adora Dungeon Hack – nouă celorlalți ne place măcar o mică poveste care să justifice măcelul monstruos.”
În 2015, Ian Williams de la revista Paste a evaluat jocul pe locul 9 în lista sa cu „cele mai bune 10 jocuri video Dungeons & Dragons”.